# Schizoptera peduncularis
Schizoptera peduncularis là một loài thực vật có hoa trong họ Cúc. Loài này được (Benth.) S.F.Blake miêu tả khoa học đầu tiên năm 1916.